# Lou Condo
Lou Condo (* 21. August 1948; † 1. Dezember 2014) war ein australischer Snooker- und Poolbillardspieler, der zum einen nach dem Gewinn der australischen Snooker-Meisterschaft im Jahr 1974 zwischen diesem Jahr und 1992 mit Unterbrechungen insgesamt zwölf Jahre als professioneller Snookerspieler verbrachte und zum anderen ebenfalls als Poolbillardspieler in Erscheinung trat.

## Karriere

### Erste Profijahre
Nachdem Condo 1974 vor John Campbell die australische Snooker-Meisterschaft gewonnen hatte und er das Viertelfinale der Amateurweltmeisterschaft erreicht hatte, wurde er im selben Jahr zur Saison 1974/75 Profispieler. Während dieser Saison nahm er einzig und allein an der in Australien stattgefundenen Snookerweltmeisterschaft teil, wo er nach einem Sieg über Maurice Parkin gegen Ian Anderson in der Runde der letzten 24 verlor.
In den nächsten vier Spielzeiten 1975/76, 1976/77, 1977/78 und 1978/79 nahm Condo an verschiedensten Turnieren teil und verlor bei der Australian Professional Championship 1975 und 1978 sowie bei der World Professional Matchplay Championship 1976 sein jeweiliges Auftaktspiel. Im Gegensatz dazu erreichte er bei der Snookerweltmeisterschaft 1976 mit einem Sieg über Marcus Owen die zweite Runde und verlor gegen Willie Thorne, bevor er bei der Australian Professional Championship 1977 die vierte Runde erreichte und sich dort Warren Simpson geschlagen geben musste. Während dieser Zeit schaffte es Condo nicht, sich auf der Weltrangliste zu platzieren, sodass er als ungesetzter Spieler galt, während er davon abgesehen in den nächsten Jahren keine professionellen Spiele bestritt.

### Profiauftritte in den 1980er-Jahren
Nach mehreren Jahren in Abstinenz vom Snookersport nahm Condo während der Saison 1984/85 wieder an drei Turnieren teil, bestritt aber nach seiner 2:6-Auftaktniederlage gegen James Giannaros bei der Australian Professional Championship weder sein Auftaktspiel bei den International Open noch jenes beim Grand Prix. In den folgenden beiden Saisons 1985/86 und 1986/87 nahm Condo nur jeweils an der Australian Professional Championship teil und schied dabei 1985 nach einem Sieg über Edward Charlton in der zweiten Runde gegen James Giannaros sowie 1986 nach Siegen über Charlton und Giannaros im Viertelfinale gegen Warren King aus.
In der folgenden Saison war Condo erstmals auf der Weltrangliste platziert, wobei ebenjener 125. Platz Condos beste Weltranglistenplatzierung blieb. Sowohl während dieser Saison als auch in der Saison 1988/89 nahm er allerdings erneut nur an der Australian Professional Championship teil, wobei er sowohl 1987 als auch 1988 gegen Greg Jenkins beziehungsweise Sam Frangie sein Auftaktspiel verlor. Nachdem er zwischenzeitlich seinen Weltranglistenplatz wieder verloren hatte, bestritt Condo im Folgenden kein einziges Profispiel mehr. Nachdem er dennoch 1991/92 mit Rang 152 erneut auf der Weltrangliste geführt wurde, beendete er spätestens zum Ende dieser Saison seine Profikarriere.

### Weiteres Leben
Condo trat in den folgenden Jahren mehrfach bei verschiedensten Poolbillardturnieren in Erscheinung. So nahm er im Jahr 2000 an der WPA-9-Ball-Weltmeisterschaft teil, schied aber ohne einen Sieg in der Gruppenphase aus. Ein Jahr später nahm er erneut am gleichen Turnier teil und belegte diesmal mit einem Sieg aus sieben Spielen den vorletzten Platz seiner Gruppe. Zusammen mit seinem 1975 geborenen Sohn Louis Condo, der ebenfalls als Poolbillardspieler in Erscheinung trat, auch teils bei denselben Turnieren wie sein Vater, betrieb er in Melbourne ein Geschäft für Poolbillardtische. Condo verstarb 2014 im Alter von 66 Jahren.

## Erfolge
| Ausgang         | Jahr | Turnier                            | Finalgegner  | Ergebnis     |
| --------------- | ---- | ---------------------------------- | ------------ | ------------ |
| Amateurturniere |      |                                    |              |              |
| Sieger          | 1974 | Australische Snooker-Meisterschaft | Gruppenphase | Gruppenphase |